# Copa de las Naciones UCI sub-23 2025
La Copa de las Naciones UCI sub-23 2025 será la decimonovena edición del calendario ciclístico creado por la Unión Ciclista Internacional para corredores menores de 23 años.
El calendario estará compuesto por ocho carreras limitada a corredores menores de 23 años (Sub-23).

## Resultados
| Fecha                 | País            | Carrera                  | Categoría | Vencedor     | Equipo       |
| --------------------- | --------------- | ------------------------ | --------- | ------------ | ------------ |
| 28 de marzo           | Bélgica         | E3 Saxo Classic sub-23   | 1.Ncup    | Bandera de ? | Bandera de ? |
| 13 de abril           | Francia         | París-Roubaix juniors    | 1.Ncup    | Bandera de ? | Bandera de ? |
| 16-19 de abril        | Italia          | Eroica Juniores          | 2.Ncup    | Bandera de ? | Bandera de ? |
| 8-11 de mayo          | República Checa | Carrera de la Paz sub-23 | 2.Ncup    | Bandera de ? | Bandera de ? |
| 22-25 de mayo         | Suiza           | Tour du Pays de Vaud     | 2.Ncup    | Bandera de ? | Bandera de ? |
| 31 de mayo-1 de junio | Francia         | Trophée Centre Morbihan  | 2.Ncup    | Bandera de ? | Bandera de ? |
| 7-8 de junio          | Italia          | GP F.W.R. BARON          | 2.Ncup    | Bandera de ? | Bandera de ? |
| 19-22 de junio        | Alemania        | Trofeo Karlsberg         | 2.Ncup    | Bandera de ? | Bandera de ? |

## Clasificaciones finales
| Pos. | País         | Puntos |
| ---- | ------------ | ------ |
| 1.º  |              |        |
| 2.º  | Bandera de ? |        |
| 3.º  | Bandera de ? |        |
| 4.º  | Bandera de ? |        |
| 5.º  | Bandera de ? |        |